# منتخب بولندا لكرة الأرض للرجال
منتخب بولندا الوطني لكرة الأرض للرجال (بالبولندية: Reprezentacja Polski w unihokeju mężczyzn)‏ هو ممثل بولندا الرسمي في المنافسات الدولية في كرة الأرض .